# Mas Fajula
El Mas Fajula (antigament, Plana de Cursach) és una masia del terme municipal de Riudaura, ubicada al sud del poble. És d'origen medieval, i se'n té constància escrita des del segle xv. El veïnat disseminat la Fajula pren el nom d'aquesta masia, que és el centre de la caseria. La masia va començar a anomenar-se Fajula el 1650 quan l'hereva del mas Magdalena Planadecursach va casar-se amb Joan Baptista Fajula.
Al vèrtex nord de la casa hi ha una capella que es va construir al principi del segle xx. S'hi venera una imatge de la Immaculada i els sants Carles i Enric, en honor del matrimoni que va impulsar la construcció de la capella. Damunt la porta d'entrada hi ha una espadanya amb una campana del 1918.